# ブレス・コントロール (MIDI)
MIDI ブレス・コントロールは、MIDIのコントロール信号のひとつ。ブレス・コントローラ、ウィンドシンセサイザーに備わるセンサが、息の流れを検出してコントロールチェンジのデータを生成する。
MSB側のデータは BnH 02H xxH、LSB側のデータは BnH 22H xxH (nは該当するチャンネル0H～FH、xxはブレスコントロールとして示す値(00H～7FH)である。
このデータを受信するシンセサイザーでは、主にフィルターやVCA、ヴォリューム、LFO(ビブラート)等、音質や音量を変化させるように対応させる。つまり、強く吹き込むと派手な音になったり、大きな音になったりするような設定が行われている。
他のコントロールチェンジと同様、MSB、LSB双方を受理する場合は精度14ビット(16384段階)の表現が可能となるが、そこまで精度を必要としない場合がある。したがって、MSB側のデータだけを受けて、精度7ビット(128段階)に対応した表現ができれば実用上差し支えないと考えられる。
ブレスコントローラを用いることによって表現の幅がグンと広がるが、ブレスコントローラからの信号は楽曲中、休符が存在しない限り絶え間なく流れ込むため、限られた通信能力しかないMIDIシステムに大きな負担がかかることを考慮すべきである。一例として、ライブ演奏の際はブレスコントローラを用いる部分を全体的なMIDIのネットワークから独立させる方法がある。